# Banck (släkt)
Banck var en känd redarsläkt som ursprungligen härstammade från Viken, Höganäs kommun, men senare flyttade till Helsingborg och kom att spela en stor roll i stadens utveckling till en ledande och modern sjöfartsstad. Släkten Banck har dessutom lämnat omfattande donationer till kulturella ändamål och till sjukhus och andra vårdinrättningar i Helsingborg.
Det var bröderna Carl August, Otto och Bror Banck som i början av 1870-talet flyttade till Helsingborg där de tillsammans bildade rederiet C.A. Banck & Co. De startade senare också flera andra mindre rederier, själva eller tillsammans. Otto Banck var den mest framgångsrika av de tre och 1914 ägde han ensam hela 17 ångfartyg på sammanlagt 24 000 ton. Otto donerade även sin bostad Vikingsberg till staden 1912. Hans son, Erik Banck, tog vid faderns död 1924 över företaget och han bidrog även med en stor del av finansieringen av Helsingborgs konserthus, påbörjat 1931. Erik Banck avled 1935 i en bilolycka. Dennes hustru Ese Banck donerade pengar till Mariagården och Banckska barnsjukhuset.
Ett stort antal arkivhandlingar från de Banckska rederierna förvaras hos Skånes Näringslivsarkiv i Helsingborg, samt på Riksarkivet i Lund.

## Bildgalleri

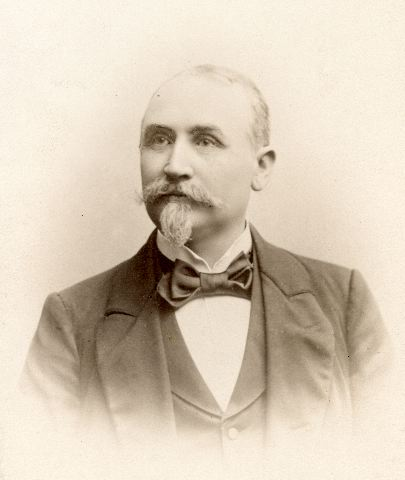
Otto Banck.
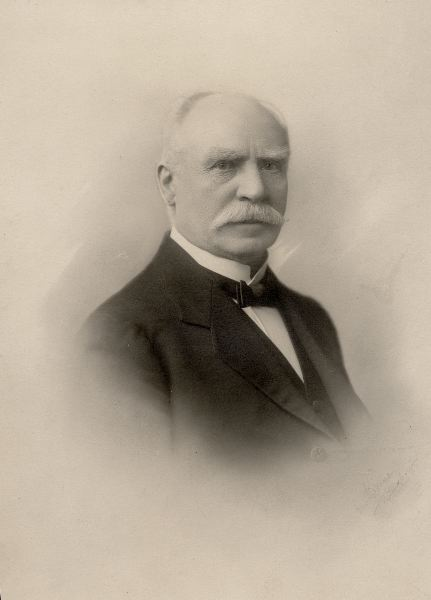
Carl August Banck.
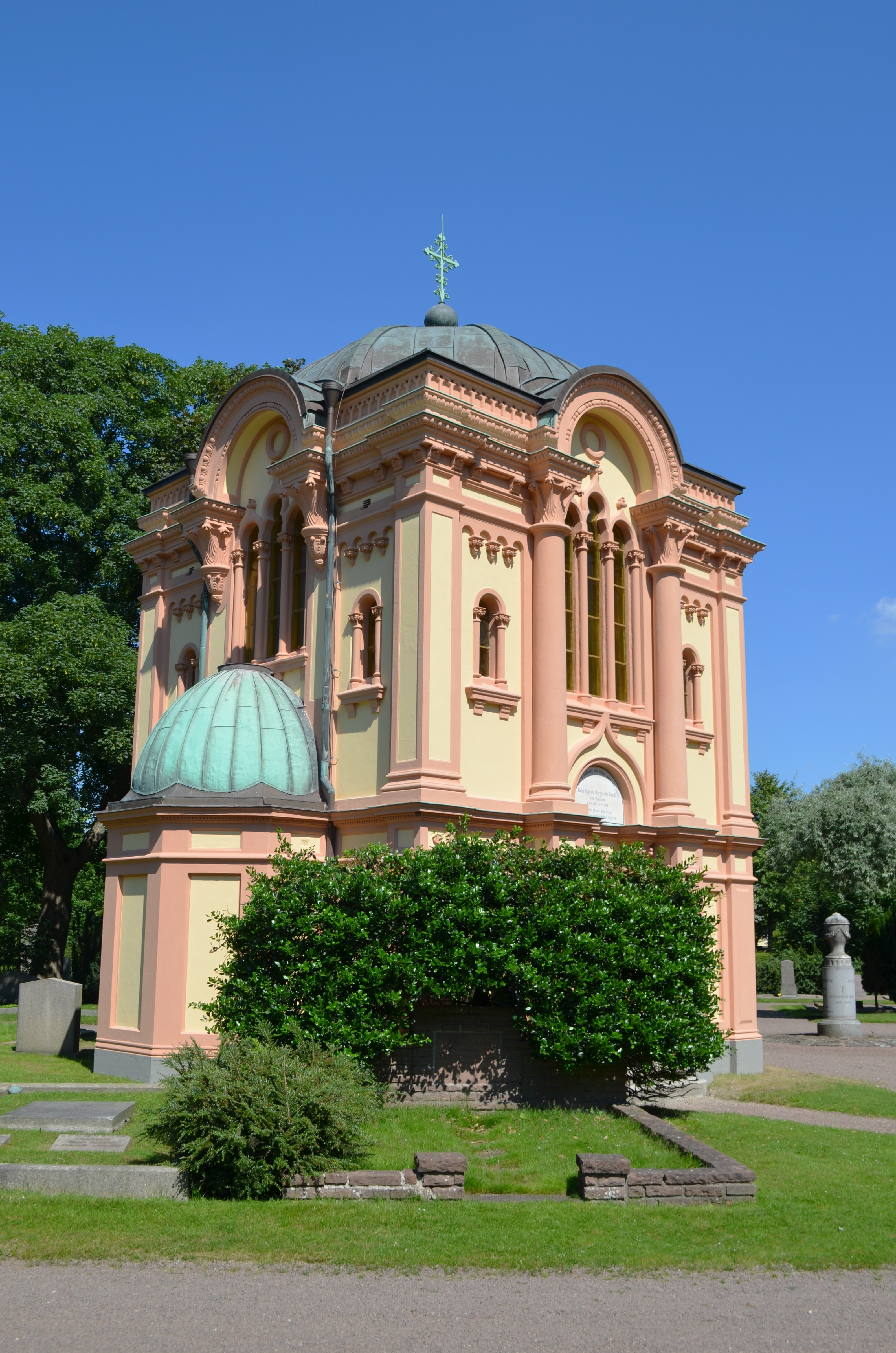
Banckska mausoleet på Donationskyrkogården.
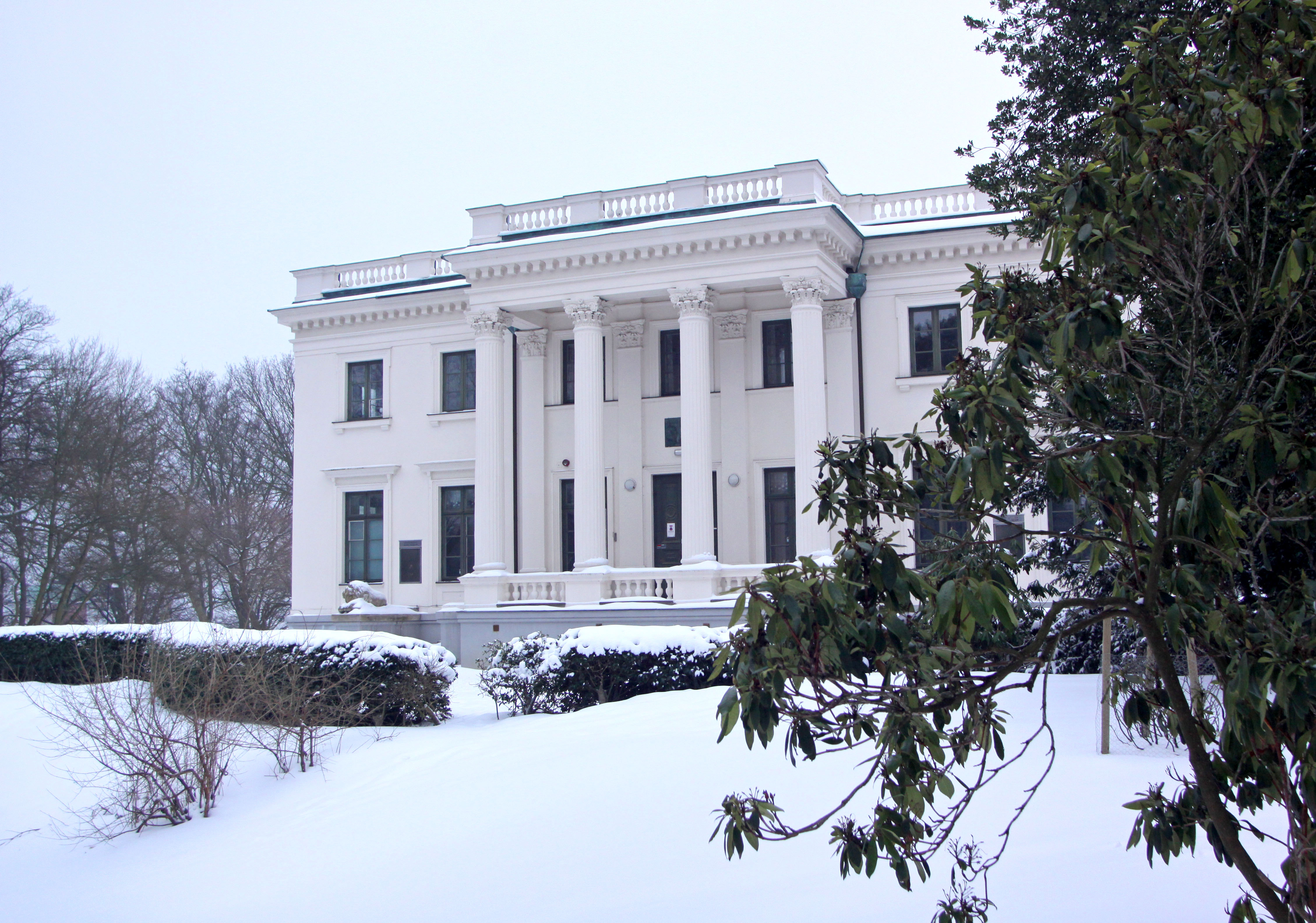
Vikingsberg.